# 蓬泰库罗内
蓬泰库罗内（義大利語：Pontecurone），是意大利亚历山德里亚省的一个市镇。总面积29.81平方公里，人口3905人，人口密度131.0人/平方公里（2009年）。ISTAT代码为006132。